# Klev, Askome socken
Klev [kleːv, klaiv] är en by i Askome socken, Falkenbergs kommun. Byns ägor är belägna i socknens nordligaste delar och gränsar i sin helhet i väster till Boaforsdammen i vattendraget Ätran. Den numera obebyggda platsen för den ursprungliga bytomten är belägen cirka 550 meter NNO om byns idag (2012) enda kvarvarande gård, intill vägen upp till grannbyn Fylleklev.

## Historia
Byn bestod fram till 1719 av tre huvudgårdar vilka finns belagda i flera danska källor under första hälften av 1600-talet.
I de första svenska källorna räknas Klev som en halv gård.
Från mitten av 1810-talet kallas Klev ett skattehemman i husförhörslängderna, men handlingar om friköpet har inte kunnat återfinnas i bevarade domböcker.

## Bebyggelsenamn
Varken de ursprungliga gårdarna, äldre tiders torp eller stugor tycks ha haft några personliga namn, dock finns idag (2012) en villafastighet som kallas Fornås vilken uppfördes 1955.

### Fotnoter
1. ↑  Grannbyarna Gällsås och Boa ligger i Okome socken och de övriga i Askome socken
2. ↑  Boaforsdammen utgör vattenreservoar till Yngeredsfors kraftverk och stod klar år 1964. De i denna artikel använda arealuppgifterna har inte tagit hänsyn till denna fördämning då åtskillig god åkermark lades under vatten
3. ↑  Högsta punkten ligger intill gränsen mot grannbyn Bökås i öster och benämns ”Bökeberg” i beskrivningen till Laga skiftet
4. ↑  År1 900varfolkmängdeniKlev10personerenligtutdragfrånförsamlingsbokendettaår
5. ↑  Källa folkmängd: Mantalslängd 1991, Hallands län
6. ↑  Gården Klev 1:2 (genom hemmansklyvning år 1925 delad i fastigheterna 1:4 och 1:5) förstördes genom eldsvåda och återuppfördes år 1931 på annan plats, men dessa byggnader saknas på den ekonomiska kartan 1966
7. ↑  Åbor på gårdarna enligt Jordeboken 1690 var Atte Larsson, Björn Mårtensson och Jöns Månsson. I mantalslängderna efter 1719 finns varken Jöns Månssons familj eller hans gård (1/8 mtl) omnämnda i källorna, varför det är mest troligt att gården delades upp mellan de andra båda gårdarna i byn
8. ↑  Ur: Ekstraskattemandtaller 1620; ”Anders Lauridtsen i Kleff, Anders Nielsen Indist, Lass Suendsen Indist”, vidare ur : Ekstraskattemandtaller 1635; ”Festebönder . . . Jens Gudmondsen i Kleff . . . Indester . . . Olle Andersen i Klef, Suend ibm . . .” och ur Ekstraskattemandtaller 1644; ”Festebönder . . . Jenns Gunnesenn i Kleffe . . . Indester . . . Olle Anders i Kleff . . .” samt även ur: ’’Jordebook öffuer Askemo Sn’’ (1645);” . . . Kleff Jöns Gundmundson ½ mtl . . .”
9. ↑  Jordeboken 1646 upptar; kronohemman ½ mtl. Utdrag från jordeboken 1647; ”Cronehem. halfwa . . . Jöns Gudmardsson i Kleff . . .” och ur Hallands Landsbeskrifning 1729; Klef Jöens Gunnasons gd:, 1/4 mtl Crono, Nills Jöensson 1/4 och Peer Biörson 1/4 (OBS summan blir fel - det skall vara ½ mtl) . . . N J någorlunda behållen och in Anno 1720 taget hemmull Zedell. P B fattig, ock in Anno 1707 taget hemmull Zedell . . .
10. ↑  Källa: Ingemar Rosengren, sid. 44